# Donji Crnogovci
Donji Crnogovci falu Horvátországban, Bród-Szávamente megyében. Közigazgatásilag Staro Petrovo Selohoz tartozik.

## Fekvése
Bródtól légvonalban 41, közúton 49 km-re északnyugatra, Pozsegától   légvonalban 20, közúton 35 km-re délnyugatra, községközpontjától légvonalban 4, közúton 5 km-re délnyugatra, Nyugat-Szlavóniában, az A3-as autópályától délre, az autópálya és a Száva közötti síkságon fekszik.

## Története
A település már a török uralom idejében is lakott volt, lakói többségben katolikus jobbágyok voltak akik között néhány muszlim vallású is akadt. 
A térség 1691-ben szabadult fel a török uralom alól. 1698-ban a kamarai összeírásban „Czernogorczy” néven 11 portával szerepel a török uralom alól felszabadított szlavóniai települések között.  Az egyházi vizitáció szerint 1730-ban kihalt település volt. 1746-ban 10 házában 65 katolikus lakos élt. 1760-ban 18 házában 33 család élt 157 fővel.  1766-ban a staro petrovo seloi plébánia része lett. Crnogovac hivatalosan egészen 1880-ig egységes település volt, a két településrészt csak ezután tartották külön számon Donji és Gornji Crnogovci néven.
Az első katonai felmérés térképén „Unter Cernogovcze” néven található. A gradiskai ezredhez tartozott. Lipszky János 1808-ban Budán kiadott repertóriumában „Czernogovcze” néven szerepel.  Nagy Lajos 1829-ben kiadott művében „Chernogovcze” néven 40 házzal, 226 katolikus vallású lakossal találjuk.  A katonai közigazgatás megszüntetése után 1871-ben Pozsega vármegyéhez csatolták. 
1890-ben 166, 1910-ben 168 lakosa volt. Az 1910-es népszámlálás szerint lakosságának 88%-a horvát anyanyelvű volt. Pozsega vármegye Újgradiskai járásának része volt. Az első világháború után 1918-ban az új szerb-horvát-szlovén állam, majd később (1929-ben) Jugoszlávia része lett. A település 1991-től a független Horvátországhoz tartozik. 1991-ben lakosságának 99%-a horvát nemzetiségű volt. 2011-ben 131 lakosa volt, akik mezőgazdasággal, állattartással, főként tejtermeléssel foglalkoztak. 

## Lakossága
| Lakosság változása | Lakosság változása | Lakosság változása | Lakosság változása | Lakosság változása | Lakosság változása | Lakosság változása | Lakosság változása | Lakosság változása | Lakosság változása | Lakosság változása | Lakosság változása | Lakosság változása | Lakosság változása | Lakosság változása | Lakosság változása |
| ------------------ | ------------------ | ------------------ | ------------------ | ------------------ | ------------------ | ------------------ | ------------------ | ------------------ | ------------------ | ------------------ | ------------------ | ------------------ | ------------------ | ------------------ | ------------------ |
| 1857               | 1869               | 1880               | 1890               | 1900               | 1910               | 1921               | 1931               | 1948               | 1953               | 1961               | 1971               | 1981               | 1991               | 2001               | 2011               |
| 166                | 203                | 213                | 164                | 181                | 168                | 164                | 175                | 184                | 187                | 190                | 183                | 165                | 143                | 137                | 131                |

(1880-ig Crnogovci néven, Gornji Crnogovci lakosságával együtt.)

## Nevezetességei
A Kisboldogasszony tiszteletére szentelt római katolikus kápolnája 1911-ben épült. Előtte egy Szent Lúcia kápolna állt a faluban, melyet a staro petrovo seloi plébániatemplom építése előtt lebontottak, berendezését pedig Godinjakra szállították.